# 漢布林冰川
漢布林冰川（英語：Hamblin Glacier），是南極洲的冰川，位於葛拉漢地的盧貝海岸，最終注入威德馬克山麓冰川東南部，以英國的視光師命名，現時由南極條約體系管理。